# Giuseppe Calenzuoli
Giuseppe Calenzuoli (født 1815 i Firenze, død 1882) var en italiensk dramatiker. 
Calenzuoli har forfattet over tredive komedier, mest i 1 akt, vittige og muntre, men noget ensformige og ikke videre dybtgående. Den tidligst opførte er Ricerca d'un marito (1852). Som de bedste kan nævnes Il sottoscala og Padre Zappata, desuden Due padri all'antica, Commedia e tragedia, Le donne invidiose, Il vecchio celibe e la serva, La spada di Damocle, L'Appigionasi, Un ricatto, La via di mezzo, Le confidenze innocenti, La finestra nel pozzo. Desuden skrev han yndede børnekomedier: Dialoghi e commedine per fanciulle.